# Nasséré
Nasséré è un dipartimento del Burkina Faso classificato come comune, situato nella Provincia di Bam, facente parte della Regione del Centro-Nord.
Il dipartimento si compone del capoluogo e di altri 15 villaggi: Béguemdéré, Biliga-Fulbé, Biliga-Mossi, Bilkaradié, Fénéguéné, Foutanga, Kolladé, Sampalo, Sika, Sillaléba, Tamiga-Fulbé, Tamiga-Mossi, Tibtenga-Fulbé, Tibtenga-Mossi e Tora.